# مت هیوز

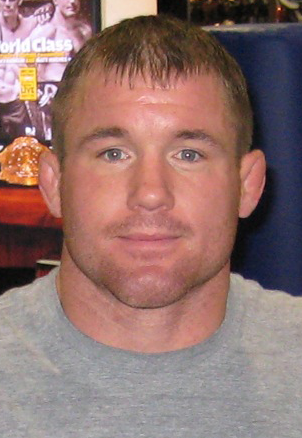
متیو آلن هیوز - ۲۰۰۷

متیو آلن هیوز (Matthew Allen Hughes) (متولد ۱۳ اکتبر ۱۹۷۳) معروف به مت هیوز مبارز بازنشسته هنرهای رزمی ترکیبی است. وی که یکی از بزرگترین مبارزان تاریخ هنرهای رزمی ترکیبی در نظر گرفته می‌شود، یک بار قهرمان ولتروزن یو اف سی، عضو تالار مشاهیر یو اف سی و نامزد تالار مشاهیر NJCAA بوده‌است.
مت هیوز در دوران سلطنت خود هفت بار از کمربند خود در ولتروزن دفاع کرد. هیوز همچنین توسط بسیاری از تحلیلگران و رسانه‌های مختلف به عنوان یکی از بزرگترین مبارزان ولتروزن در تمام دوران و همچنین یکی از بزرگترین مبارزان تاریخ این ورزش مورد توجه قرار گرفت.